# Браун, Майкл (политик)
Майкл Браун (англ. Michael Braun; род. 24 марта 1954, Джаспер, Индиана, США) — американский предприниматель и политик-республиканец, сенатор США от штата Индиана (2019—2024). Губернатор Индианы (с 2025).

## Биография
Майкл Браун окончил Уобаш-колледж и Гарвардскую школу бизнеса, после которой вернулся в родной Джаспер и в 1981 году начал работать в компании Meyer Body Inc. (Хэйсвилл, округ Дубойс в Индиане), одним из совладельцев которой был его отец. В 1995 году выкупил фирму, в 1998 году начал расширение. Перенёс штаб-квартиру в Джаспер и переименовал компанию в Meyer Distributing. С 1981 по 1998 год Meyer Body Inc. насчитывала 15 человек персонала, а к 2008 году в компании Брауна были заняты 300 рабочих мест. Она успешно выдержала финансовый кризис 2008 года, и вместе со второй компанией Брауна, Meyer Logistics, его бизнес вырос до 850 служащих в 65 отделениях, разбросанных по 35 штатам. С 2004 по 2014 год входил в наблюдательный совет джасперской средней школы.
С 1996 года регистрировался как сторонник Демократической партии, изменив свои политические предпочтения в 2012 году. В 2014 году избран от республиканцев в Палату представителей Индианы. В конце 2017 года начал борьбу, в том числе с такими опытными противниками, как члены Палаты представителей США Люк Мессер и Тодд Рокита, за выдвижение своей кандидатуры в Сенат США.
6 ноября 2018 года победил демократа Джо Доннелли на выборах в Сенат от Индианы. В ходе предвыборной кампании Брауну оказывал поддержку лично Дональд Трамп, но наблюдатели отметили, что в итоге избранный сенатор потерпел поражение в двух из трёх округов, где на его митингах выступал президент.
5 ноября 2024 года победил на выборах губернатора Индианы с результатом 54,5 % кандидатку от Демократической партии Дженнифер Маккормик.